# Radio SRF 2 Kultur
Radio SRF 2 Kultur è la seconda radio svizzera pubblica di lingua tedesca, dedicata alla cultura e alla conoscenza. È stata creata nel 1956 con l'introduzione della radio a frequenze ultracorte. L'FM ha permesso di trasmettere musica in modo più sofisticato rispetto alle onde medie precedentemente utilizzate, e massicciamente migliorato la qualità. Gli studi del programma si trovano a Basilea. Direttore dell'emittente da 2016 è Barbara Gysi.
Il 16 dicembre 2012 DRS 2 è diventata Radio SRF 2 Kultur.

## Palinsesto
L'emittente è pensata per attirare pubblico di ogni età. Vengono trasmessi diversi tipi di programmi: magazine, giochi con il pubblico a casa, letture, presentazioni, discussioni e così via.
Il programma musicale è dominata dalla cosiddetta musica seria: queste includono non solo musica classica, ma anche brani impegnatividi musica pop, il canto, jazz, world music e musica sperimentale.
Una tessera SRF Kulturclub informa riguardi eventi promozionati dalla radio e permette l'accesso a prezzo ridotto ad eventi selezionati.

## Ricezione
Radio SRF 2 è ricevibile in Svizzera via etere in FM (nei soli cantoni germanofoni), DAB e via cavo, via satellite in Europa, Nord Africa e Vicino Oriente, ed in tutto il mondo in streaming (formato Real Player).

## Loghi

1993-2003[senza fonte]
Logo utilizzato fino al 2007
Logo utilizzato fino al 15 dicembre 2012
Logo attuale Radio SRF 2 Kultur